# Fikret Kızılok
Fikret Kızılok (Isztambul, 1946. november 10. – 2001. szeptember 22.) török rockzenész és dalszerző.

## Pályafutása
A Galataszeráji Gimnáziumban tanult, majd 1963-ban megalakította első zenekarát Cahit Obennel Cahit Oben 4 néven, Koray Oktay és Erol Ulaştır csatlakozott hozzájuk. Első kiadványuk az "I Wanna Be Your Man" című Beatles-feldolgozás volt. Később befejezte fogászati tanulmányait és Barış Mançóval zenét, majd kiadta első szólólemezét "Ay Osman - Sevgilim" címmel. 1969-ben feldolgozta Âşık Veysel Şatıroğlu költő "Uzun İnce Bir Yoldayım" című versét, ami listavezető dal lett Törökországban. 1973-ban, a költő halálát követően egy évig felfüggesztette a zenélést. Az 1980-as években együtt dolgozott Bülent Ortaçgillal, Leman Sammal és Erkan Oğurral. Halálát szívinfarktus okozta 2001-ben.

## Diszkográfia
A Cahit Oben 4-gyel
- 1965: I Wanna Be Your Man / 36 24 36 (Ulaştır Plak)
- 1965: Silifke'nin Yoğurdu / Hereke (Diskofon Plak 5061)
- 1965: Makaram Sarı Bağlar / Halime (Hürriyet Gazetesi)

Fikret Kızılok ve Üç Veliaht
- 1965: Belle Marie / Kız Ayşe (Diskofon Plak 5075)

Szólókislemezek
- 1967: Ay Osman - Sevgilim / Colours - Baby (Sayan FS-120)
- 1969: Uzun İnce Bir Yoldayım / Benim Aşkım Beni Geçti (Sayan FS-214)
- 1970: Yağmur Olsam / Yumma Gözün Kör Gibi (Sayan FS-220)
- 1970: Söyle Sazım / Güzel Ne Güzel Olmuşsun (Sayan FS-230)
- 1971: Vurulmuşum / Emmo (Grafson 3767)
- 1971: Gün Ola Devran Döne / Anadolu'yum (Grafson 4005, újabb kiadás: Coşkun Plak 1381)
- 1972: Leylim Leylim (Kara Tren) / Gözlerinden Bellidir (Grafson 4007)
- 1973: Köroğlu Dağları / Tutamadım Ellerini (Grafson 4010)
- 1973: Bacın Önde Ben Arkada / Koyverdin Gittin Beni (Şah Plak 5022)
- 1975: Anadolu'yum '75 / Darağacı (Şak Plak 5051)
- 1976: Biz Yanarız / Sen Bir Ceylan Olsan (Şak Plak 5055)

Fikret Kızılok ve Tehlikeli Madde
- 1974: Haberin Var mı / Kör Pencere - Ay Battı (Şah Plak 5029)
- 1974: Aşkın Olmadığı Yerde / İnsan mıyım Mahluk muyum Ot muyum (Şah Plak 5033)

Szólólemezek
- 1977: Not Defterimden (Hey Plak 5008, újabb kiadás: Kalan Müzik CD 007)
- 1983: Zaman Zaman (Yonca 8038, újabb kiadás: Kalan Müzik CD 005)
- 1990: Yana Yana (ismeretlen, újabb kiadás: Kalan Müzik CD 006)
- 1992: Olmuyo Olmuyo "Düşler" (Taç Plak)
- 1995: Demirbaş (Kalan Müzik)
- 1995: Yadigar  (Kalan Müzik CD 034)
- 1998: Mustafa Kemal - Devrimcinin Güncesi (Kalan Müzik CD 111)

Bülent Ortaçgillel
- 1985: Çekirdek Hatırası - Biz Şarkılarımızı (Çekirdek Sanat Evi)
- 1986: Pencere Önü Çiçeği (Piccatura)
- 2007: Büyükler İçin Çocuk Şarkıları (Klik Müzik, az 1987-ben felvett anyag posztumusz kiadása)

Válogatások
- 1975: Fikret Kızılok - 1 (Türküola Almanya 0452)
- 1975: Fikret Kızılok (Saba Almanya 1456)
- 1992: Fikret Kızılok 1968'ler (Ada Müzik 076)
- 1992: Seçme Eserler - 68'ler 1 (Kalan Müzik)
- 1993: Seçme Eserler - 68'ler 2 (Kalan Müzik)
- 1999: Gün ola devran döne (Kalan Müzik CD 151)
- 2002: Dünden Bugüne: 1965-2001 (Sony Music 508 033 2)
- 2005: Fikret Kızılok (World Psychedelia Ltd WPC6-8493)
- 2007: Edip Akbayram - Fikret Kızılok (Coşkun Plak)

Gyermekeknek
- 1996: Vurulduk Ey Halkım (Kalan Müzik)

## Fordítás
- Ez a szócikk részben vagy egészben  a   Fikret Kızılok című angol Wikipédia-szócikk fordításán alapul.  Az eredeti cikk szerkesztőit annak laptörténete sorolja fel. Ez a jelzés csupán a megfogalmazás eredetét és a szerzői jogokat jelzi, nem szolgál a cikkben szereplő információk forrásmegjelöléseként.